# Chemin des Dames

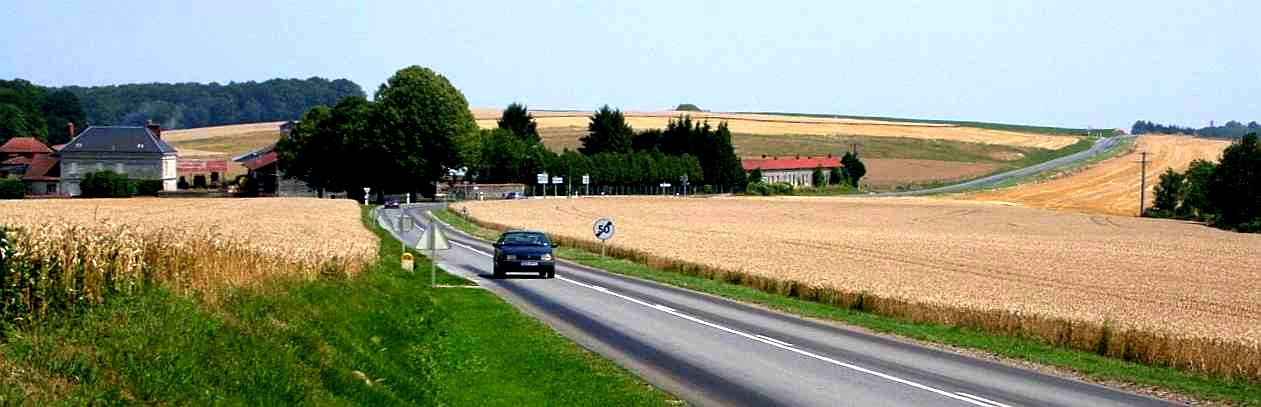
Chemin des Dames mit der Departementsstraße D 18 bei Hurtebise

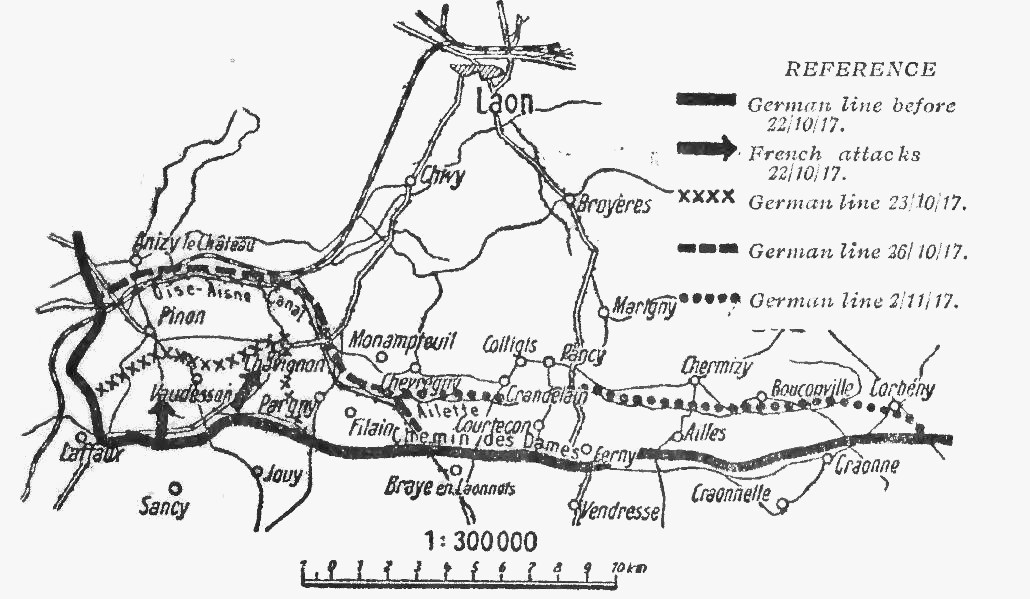
Lagekarte aus dem Ersten Weltkrieg

Koordinaten: 49° 26′ 35″ N, 3° 42′ 37″ O
Der Chemin des Dames [ʃəmɛ̃ de dam] (deutsch: Damenweg) ist ein markanter Höhenzug zwischen Soissons und Reims im Norden Frankreichs. Er verläuft in Ost-West-Richtung teilweise nördlich des Aisnetals und südlich der Ailette. Dem Höhenzug folgt die Departementsstraße D 18. Diese ist über die Nationalstraße N 2 (Soissons–Paris) und die N 44 Richtung Reims zu erreichen.

## Namen
Der Name Chemin des Dames stammt aus der Zeit Ludwig XV., der in dieser Gegend das Jagdschloss Château de la Bôve besaß. Die an den Jagdgesellschaften teilnehmenden Männer jagten in den Tälern und an den Hängen, während die Frauen den auf dem Höhenzug verlaufenden Weg zum Schloss bevorzugten.

## Geographie

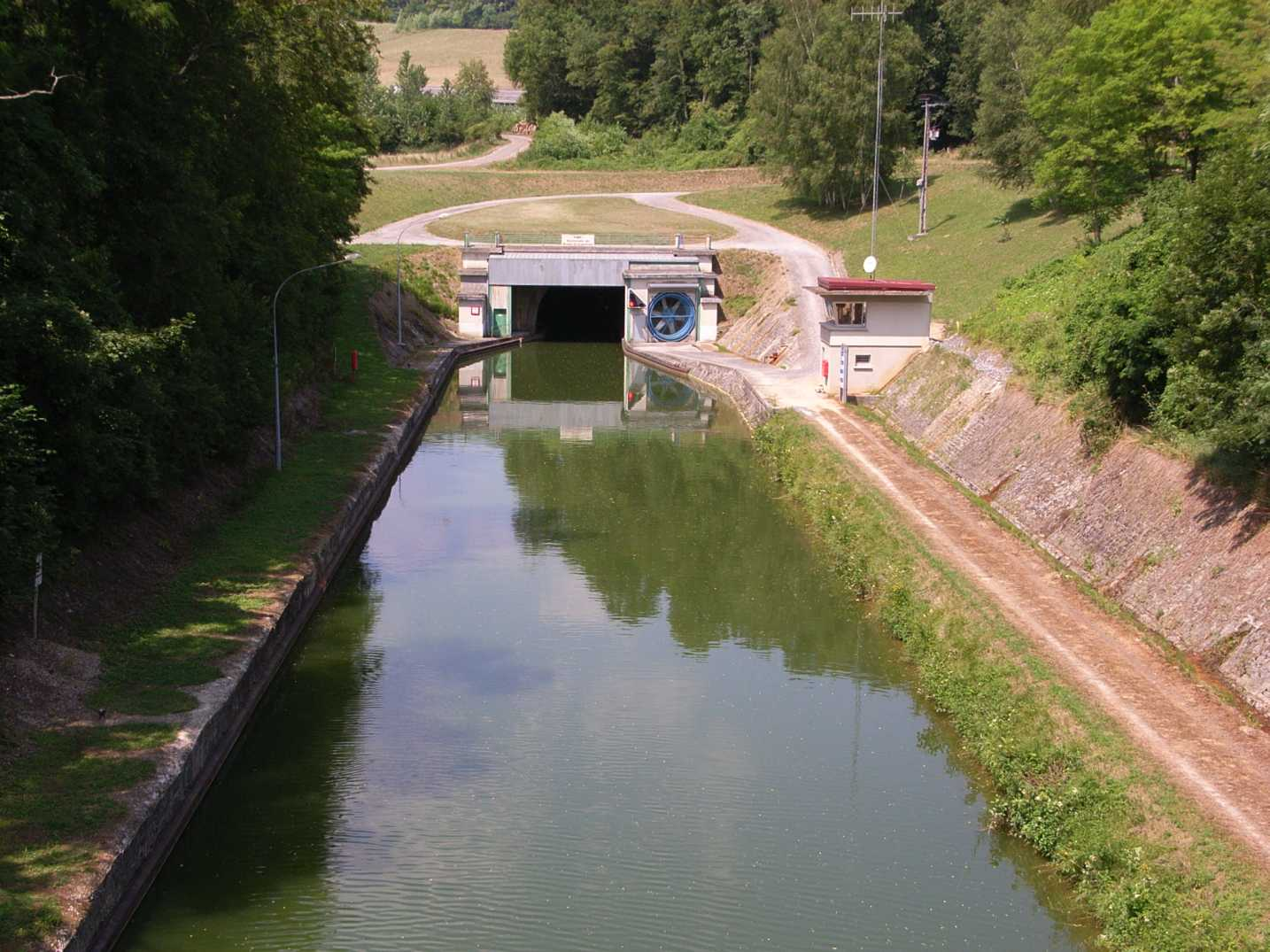
Tunnel des Canal de l’Oise à l’Aisne

Der Höhenzug liegt im Gebiet der Communauté de communes du Chemin des Dames. Bekannt ist unter anderem der 183 m hohe Winterberg (deutscher Name des Plateau de Californie). Die Straße, die auf dem Höhenzug entlang führt, hat eine Gesamtlänge von 25,9 km. Eine klare Abgrenzung der Hochfläche aufgrund der Topologie gibt es nicht.
Der Canal de l’Oise à l’Aisne (dt: Oise-Aisne-Kanal) für die Schifffahrt führt in einer Länge von 2365 m unter dem Chemin des Dames hindurch. Der südliche Tunneleingang ist bei Braye-en-Laonnois zu finden.

## Geschichte
Seit dem Mittelalter wurde an mehreren Stellen Steinbruch betrieben. In den Jahren 1770 bis 1783 wurde erstmals eine Straße angelegt.

### Napoleonische Kriege
Wegen der strategisch exponierten Lage (auf dem Weg nach Paris) war diese Gegend wiederholt Schauplatz von kriegerischen Auseinandersetzungen. Am 7. März 1814 gelang Napoleon I. unter großen Verlusten ein letzter Sieg über die verbündeten preußischen und russischen Truppen in der Schlacht bei Craonne. 100 Jahre später wurde ein Denkmal an der umkämpften Hurtebise-Ferme errichtet. Eine weitere Napoleonstatue aus den 1870er Jahren markiert den Beobachtungsstandort des Generals.

### Erster Weltkrieg 1914–1918
Nach dem Rückzug von der Marne bezogen die deutsche 1. und 2. Armee am 12./13. September 1914 eine Auffangstellung am Nordufer des Flusses Aisne und dem ihn überragenden Höhenzug des Chemin des Dames. Obwohl zwischen beiden deutschen Armeen zunächst eine Lücke klaffte, gelang den sie verfolgenden britischen Einheiten der Durchbruch über den Höhenkamm nicht. Das nach der Belagerung und dem Fall der Festung Maubeuge herbeigeeilte VII. Reserve-Korps schloss die Lücke und damit die Front, die bis 1917 zwischen Craonne und Cerny auf dem Kamm und zwischen Cerny und der Aisne in einem Bogen unterhalb des Bergrückens verlief. Dutzende von Tunneln und ausgebauten Grotten entstanden und boten den sich gegenüberliegenden Truppen sicheres Quartier. In einem unterirdischen Steinbruch bei Hurtebise, der Drachenhöhle zwischen Craonne und Cerny, errichten die deutschen Soldaten 1915 einen Gefechtsstand mit Verbandsplatz und Schlafstellen für ein ganzes Bataillon. Nach der Frühjahrsoffensive 1917 und bis zum Rückzug der Deutschen im März 1917 auf das nördliche Ufer der Ailette lagen sich in dieser unterirdischen Festung die feindlichen Truppen nur durch eine Mauer getrennt gegenüber. Der deutsche Name „Drachenhöhle“ wurde von den Franzosen nach dem Krieg übernommen. Die Höhle wurde später touristisch erschlossen; heute ist dort ein Museum.

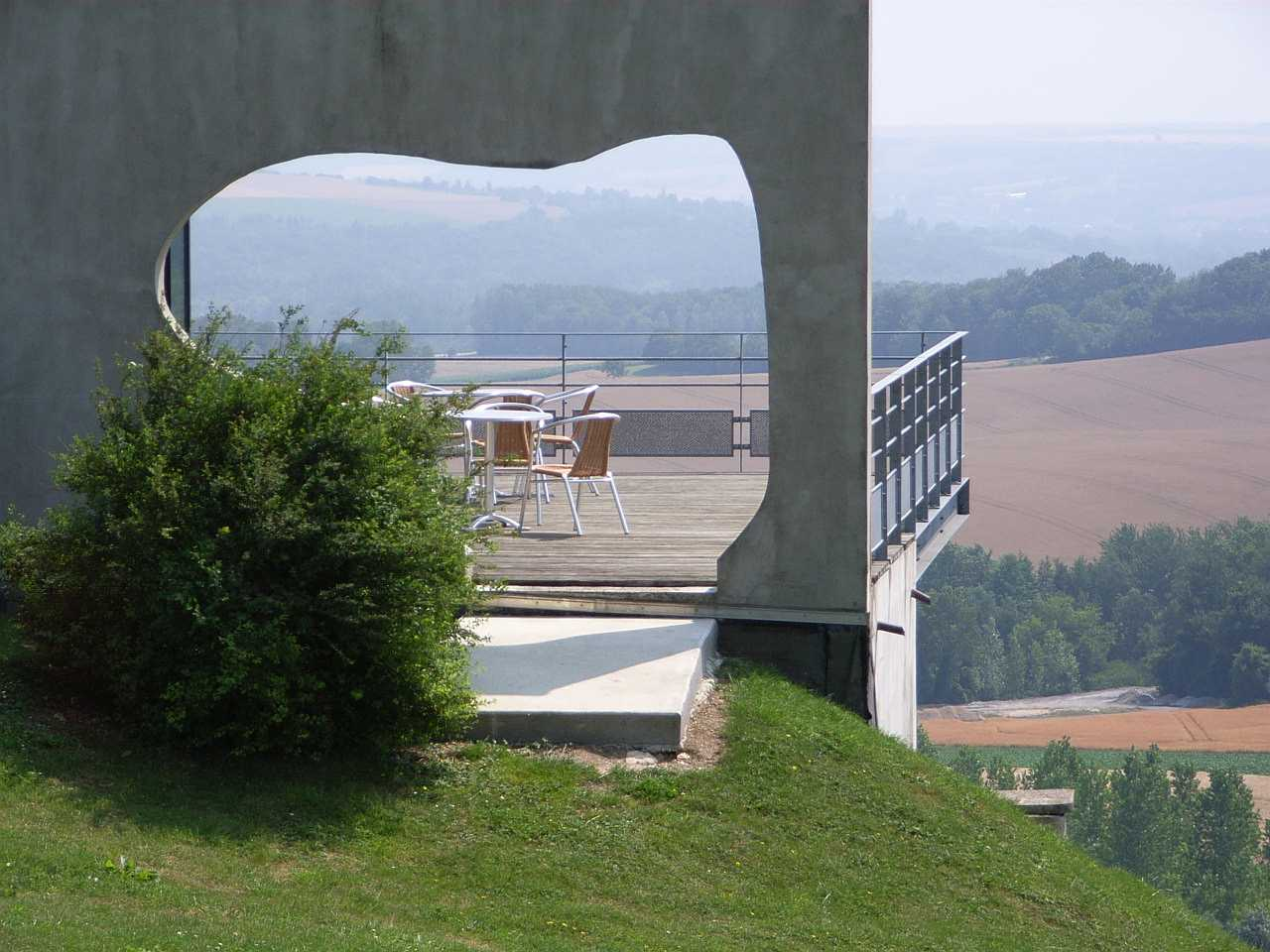
Museum Caverne du Dragon

Im April 1917 begann die Schlacht an der Aisne. Die logistisch vorzüglich geplante, aber den Gegner völlig unterschätzende französische Offensive des Generals Robert Nivelle endete in einem katastrophalen Misserfolg, der umfangreiche Meutereien in der französischen Armee auslöste. Erst im Oktober konnten die französischen Truppen den westlichen Teil des Höhenzuges einnehmen; die Deutschen zogen sich nach Norden zurück und behielten diese Stellung bis zum Beginn ihrer Frühjahrsoffensive am 27. Mai 1918.
Der Höhenzug Chemin des Dames gehört zu den stark umkämpften Regionen der Westfront im Ersten Weltkrieg (Zone rouge); auf wenigen Quadratkilometern fand eine der blutigsten Materialschlachten des gesamten Krieges statt.

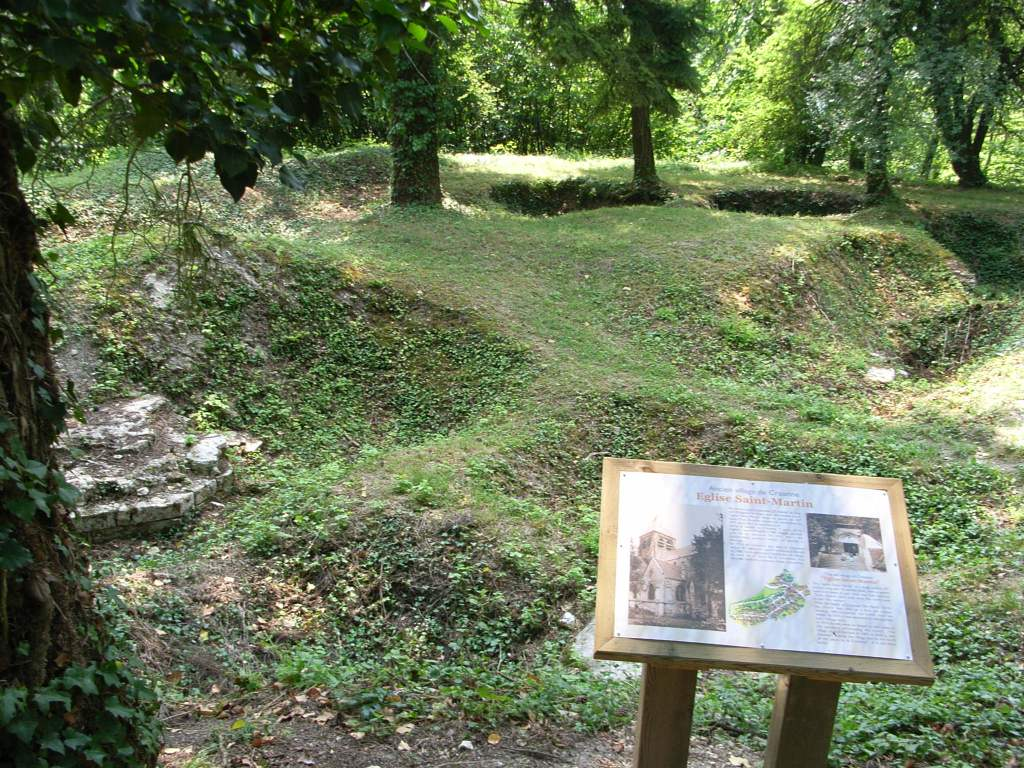
Spuren des zerstörten Dorfes Craonne

Die meisten Dörfer im Umkreis des Chemin des Dames waren bei Kriegsende vollständig zerstört. Viele wurden in einer internationalen Hilfsaktion wieder aufgebaut. Das Dorf Craonne war so stark zerstört, dass es nach dem Krieg nicht mehr wieder aufgebaut wurde, sondern unter dem Namen Nouveau Craonne in der Nähe neu erbaut wurde.
Wegen der geringen militärischen Erfolge und der enorm hohen Verluste am Anfang der Offensive kam es zu Meutereien in der französischen Armee. Der deutschen Seite kam ihre Tragweite und die sich daraus ergebende Chance nicht zu Bewusstsein. Während dieser Meutereien entstand das sogenannte Chanson de Craonne.

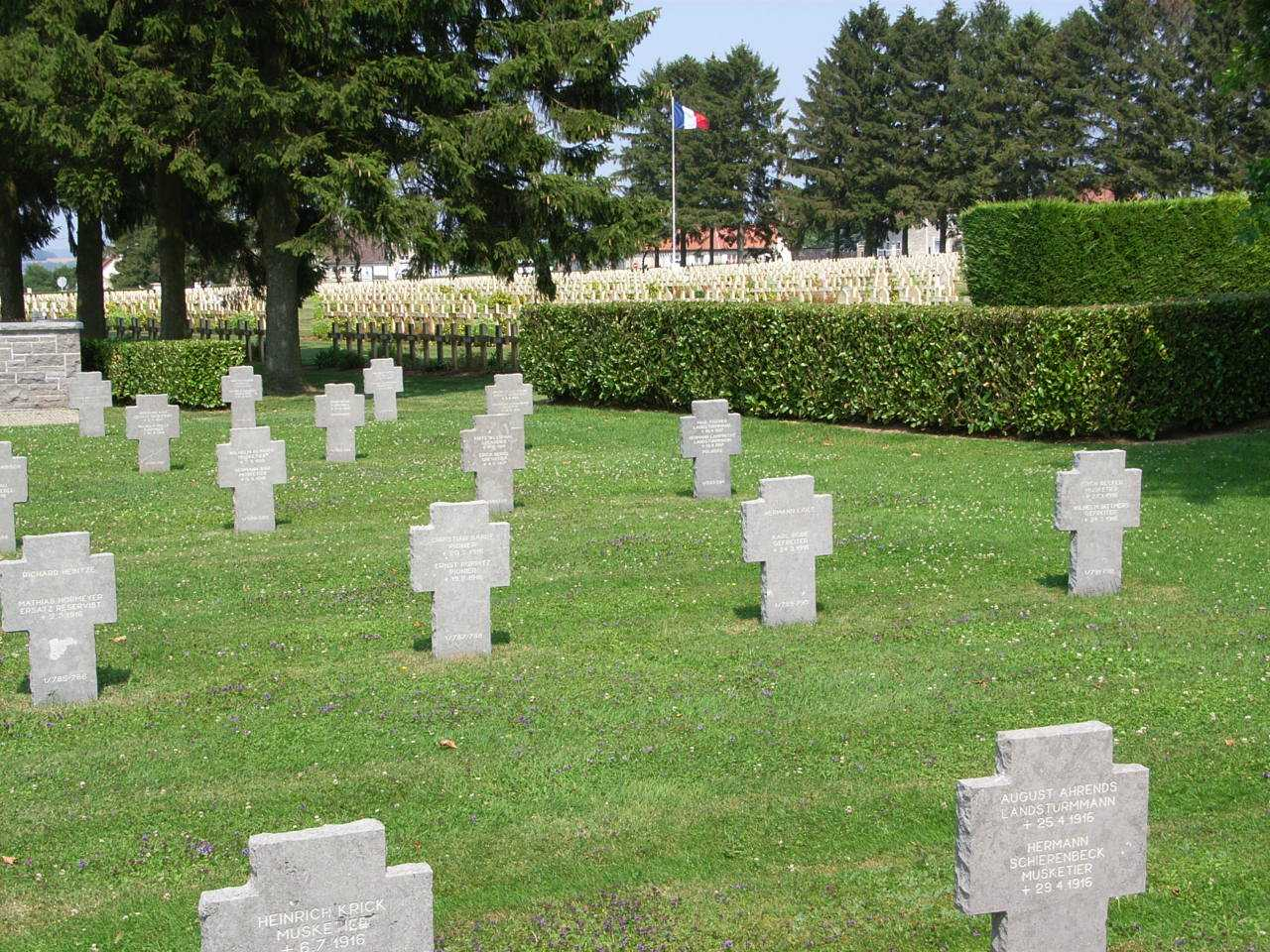
Deutscher und französischer Soldatenfriedhof, Cerny-en-Laonnois

Über diese Schlacht schrieb 1930 der französische Schriftsteller Gabriel Chevallier den Roman la peur (die Angst). Darin beschreibt er schonungslos, realitätsnah, stilistisch brillant und ohne jedes Pathos seine persönlichen Fronterlebnisse.

### Zweiter Weltkrieg 1940
Auch im Zweiten Weltkrieg war der Damenweg während des Westfeldzugs 1940 hart umkämpft. Anfang Juni 1940 setzten sich dort französische Einheiten fest und konnten für mehrere Tage einen Sperrriegel gegen die deutschen Angreifer bilden. Zwei französische Panzerbataillone unternahmen vom Chemin des Dames aus einen Vorstoß in Richtung Laon. Den Panzern war es bereits gelungen, zwischen Vauxaillon und Pinon in die Flanke einer deutschen Infanteriedivision zu stoßen, als sie von Stukas in einem Wäldchen fast aufgerieben wurden. Nur wenige französische Panzer schafften es in der Nacht zum 6. Juni wieder zu den eigenen Linien. Nach verschiedenen Quellen soll der Damenweg am 5. Juni oder einige Tage später von deutschen Truppen überrannt worden sein. Um dies zu erreichen, hatte das württembergische Infanterieregiment 119 im Morgengrauen über den Aisne-Oise-Kanal setzen müssen. Gegen 8.30 Uhr morgens hatte der Regimentskommandeur Oberstleutnant Anton Grasser auf dem eroberten Brückenkopf Fort Malmaison die Kriegsflagge hissen können. Für die Eroberung des Chemin des Dames erhielt Grasser am 16. Juni 1940 das Ritterkreuz des Eisernen Kreuzes.

## Museen und Sehenswürdigkeiten
Verschiedene Displays auf Wanderwegen und zahlreiche Soldatenfriedhöfe verschiedener Nationen veranschaulichen die Schlachten um den Chemin des Dames. In dem unterirdischen Steinbruch „Drachenhöhle“ (Caverne du Dragon) wird das Elend des Soldatenlebens im Ersten Weltkrieg museal veranschaulicht. Ein Erinnerungsort (lieu de mémoire) im Westen des Chemin des Dames liegt an der Kreuzung Carrefour du Moulin de Laffaux an der Route nationale 2. Ein weiterer Gedenkort befindet sich auf der schwer umkämpften Höhe 108.